# Alt Guthendorf
Alt Guthendorf ist ein Ortsteil der Stadt Marlow im Landkreis Vorpommern-Rügen in Mecklenburg-Vorpommern.
Der Ort liegt nordwestlich des Hauptortes Marlow an der Landesstraße L 182. Östlich verläuft die L 181,  fließt die Recknitz und erstreckt sich das 1470 ha  große Naturschutzgebiet Unteres Recknitztal.

## Baudenkmale
In der Liste der Baudenkmale in Marlow sind für Alt Guthendorf drei Baudenkmale aufgeführt.